# The Last Ninja (серия игр)
The Last Ninja — серия компьютерных игр, выпущенных компанией System 3. Первая игра серии, давшая ей название, вышла в 1987 для Commodore 64 и стала одной из самых успешных игр для этой платформы. В 1988 году System 3 выпустила продолжение — The Last Ninja 2, в 1991 году — третью игра, The Last Ninja 3. В 1990 году на 8-битных системах появилась версия The Last Ninja Remix, представлявшая собой The Last Ninja 2 с новой музыкой, вступительной заставкой и немного измененённой графикой (особенно у границ экрана). В том же году вышла версия оригинальной игры для 16-разрядные систем, которая называлась Ninja Remix, что вызвало путаницу с 8-битной версией.

## Хронология
- The Last Ninja: Commodore 64 (1987), MS-DOS (1988), Acorn Electron (1988), BBC Micro (1988), Apple IIgs (1988), Apple II (1989), Acorn Archimedes (1992), Virtual Console (2008)
- Ninja Remix: Amiga (1990), Atari ST (1990)
- Last Ninja 2: Commodore 64 (1988), ZX Spectrum (1988), Amstrad CPC (1988), Acorn Electron (1989), BBC Micro (1989), Amiga (1990), Atari ST (1990), DOS (1990), NES (1990, as The Last Ninja), Virtual Console (2008)
- Last Ninja Remix: Commodore 64 (1990), ZX Spectrum (1990), Amstrad CPC (1990)
- Last Ninja 3: Commodore 64 (1991), Amiga (1991), Atari ST (1991), Amiga CD32 (1993), Virtual Console (2008)
- Last Ninja 4: C64 (отменена)
- Last Ninja: PC и, возможно, PlayStation (отменена)
- Last Ninja: The Return/The Last Ninja — Return to Lin Fen Island: PlayStation 2, Xbox and Nintendo GameCube (отменена)

В целом ведущей платформой игры была Commodore 64, других уделялось меньше внимания вплоть до того, что разработчики не получали данные версии для C64 и воссоздавали игру с нуля. Версии The Last Ninja для BBC Micro, Acorn Electron и Acorn Archimedes/RISC OS были изданы Superior Software, а версия для Apple IIgs — компанией Activision.